# Вали
Вали́ — село в Вашківецькій громаді, Вижницького району, Чернівецької області України.

## Географія
У присілку села бере початок річка Плоска, ліва притока Брусниці.

## Історія
У селі стоїть дерев'яна церква Святих Апостолів Петра і Павла, побудована у 1829 році, та перевезена сюди у 1925 році з села Коритне (колишнє Вилавче).
З 24 серпня 1991 року село входить до складу незалежної України.

## Населення
Згідно з переписом УРСР 1989 року чисельність наявного населення села становила 932 особи, з яких 435 чоловіків та 497 жінок.
За переписом населення України 2001 року в селі мешкали 972 особи.

### Мова
Розподіл населення за рідною мовою за даними перепису 2001 року:
| Мова       | Відсоток |
| ---------- | -------- |
| українська | 99,69 %  |
| румунська  | 0,21 %   |
| російська  | 0,10 %   |

## Світлини

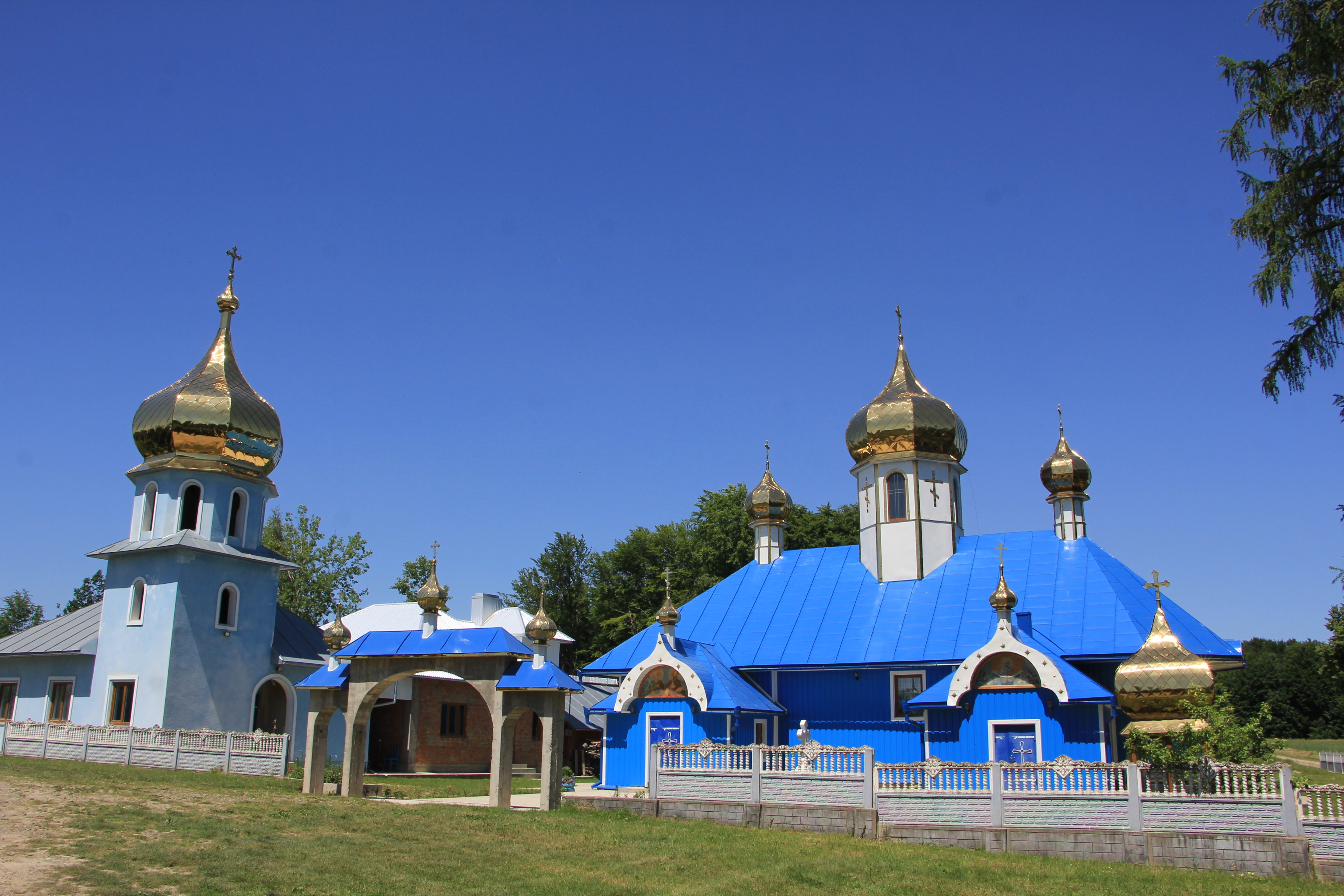
Дерев'яна церква Свв. Ап. Петра і Павла 1829 с. Вали
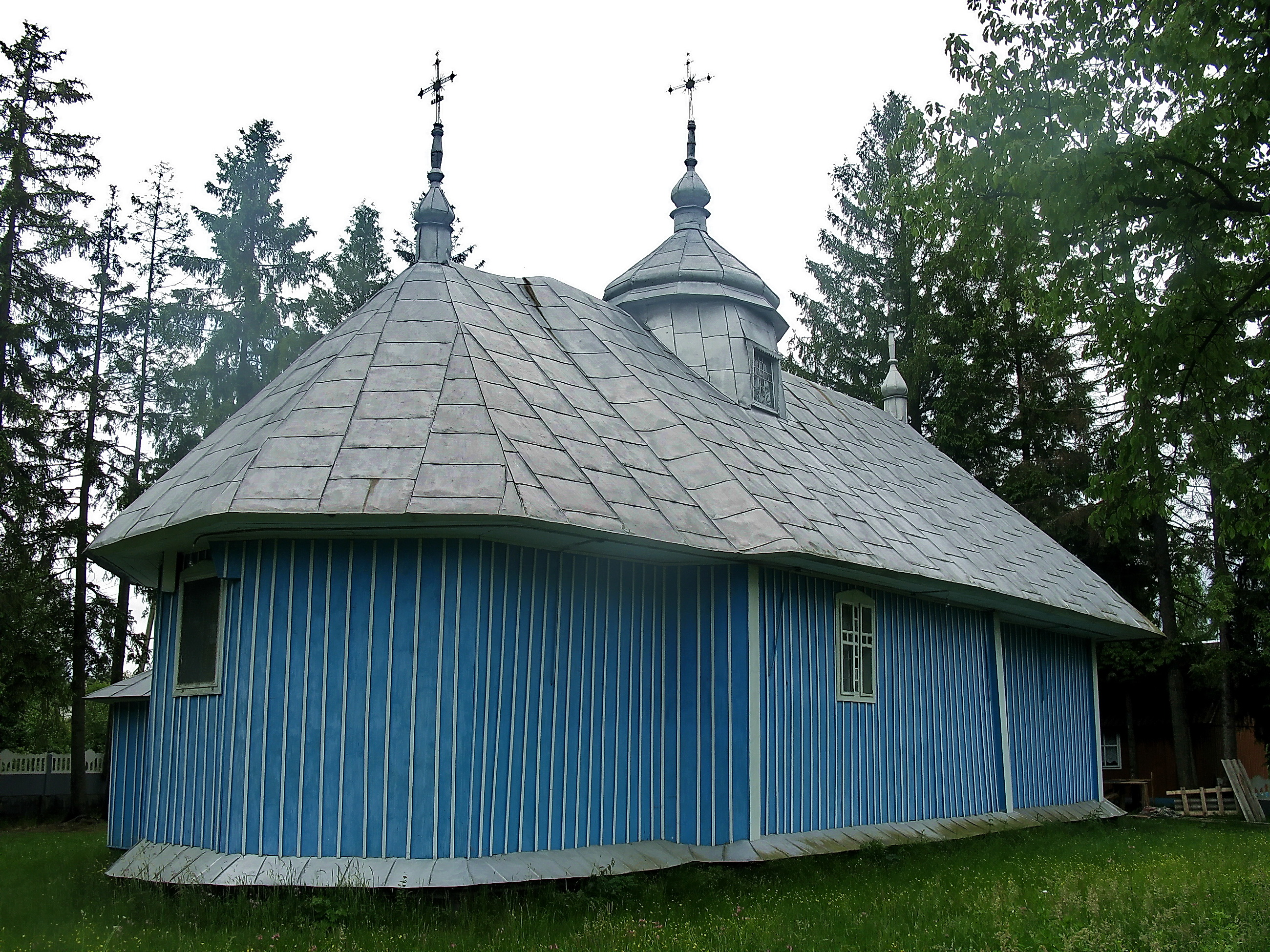
Церква 2009 рік
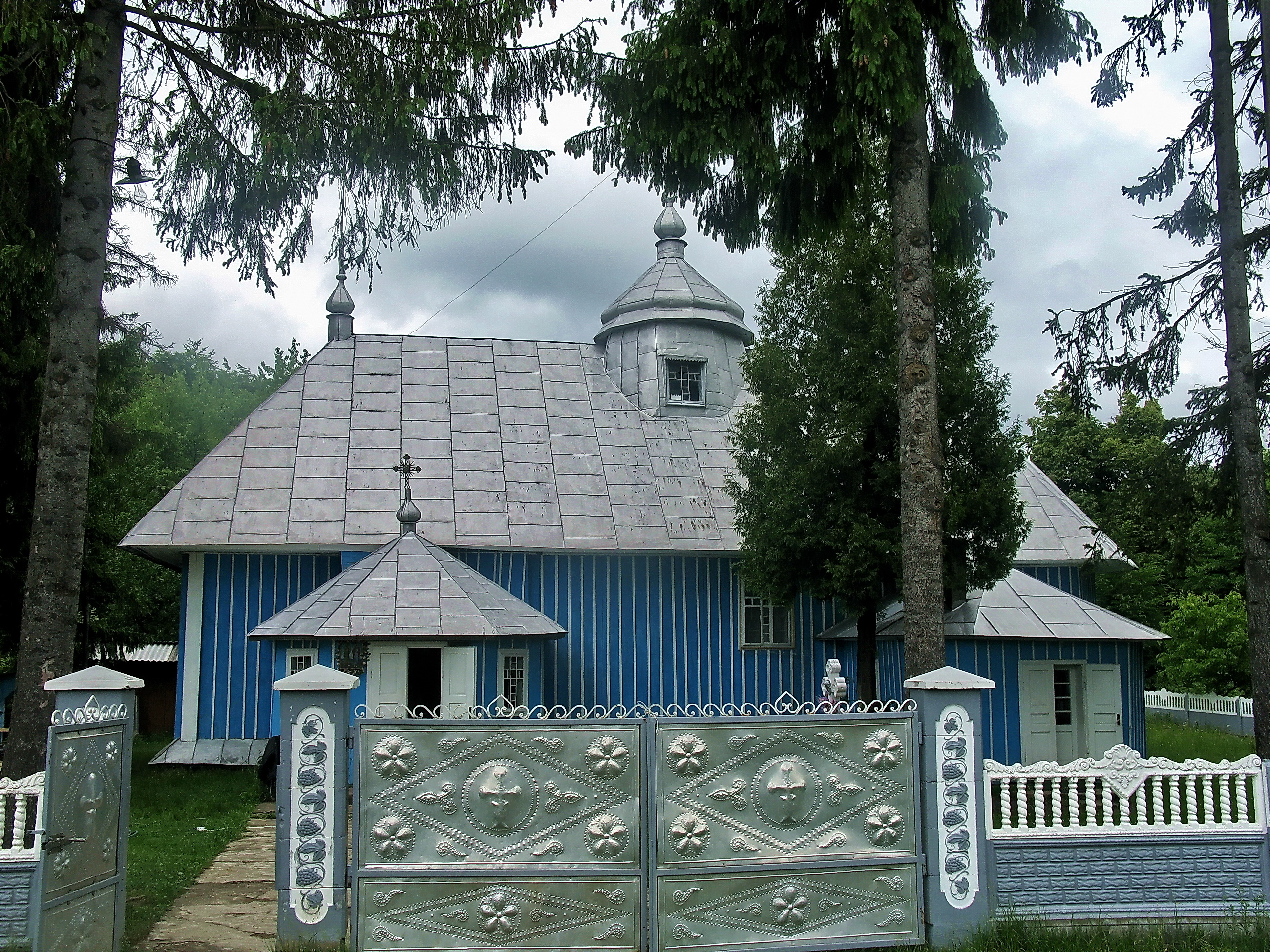
Церква 2009 рік